# Fernanda Agnes
Fernanda Rambo Agnes (Santa Cruz do Sul, 20 de outubro de 1979) é uma modelo brasileira do Rio Grande do Sul.
Representou seu estado natal no Miss Brasil Mundo 1997 e foi eleita. É a sexta gaúcha a ostentar esse título. Após seu reinado, trabalhou como assistente de palco do Domingão do Faustão.
Mais tarde, fez carreira como modelo na Europa,residindo dois anos em Milão e dois anos em Paris, além de Lisboa, Portugal. Foi lá que conheceu o empresário do ramo de hotelaria Paulo Jorge Pereira da Cruz, com quem se casou em 21 de agosto de 2004, na cidade de Santa Cruz do Sul, RS (Brasil).
Sua filha com Paulo Jorge, Valentina Agnes da Cruz, nasceu em 12 de março de 2005.
Em 2010, participou do programa Hipertensão 2, na Rede Globo, onde iniciou o romance com o participante Billy Martins, de João Pessoa. No ano seguinte foi capa da revista Sexy. Tornou- se empresária do ramo da moda, administrando a empresa de biquinis Missy Brazil. A qual mais tarde vendeu para um grupo de investidores europeus. Também fez parte das apresentadoras do programa de televisão Studio Pampa.
Hoje Fernanda, separada de Paulo Cruz, reside em Jurere, Florianópolis onde trabalha com investimentos imobiliários.

## Miss Brasil Mundo
Fernanda foi eleita Miss Brasil Mundo em concurso realizado em 18 de outubro de 1997. A mato-grossense Ana Carolina Nunes, a paranaense Ana Carolina Buzzato, a mineira Cynthia Soares e a catarinense Ressiane Mércia Duarte ficaram nas colocações seguintes. As demais semifinalistas foram a baiana Maria da Conceição Cordeiro de Oliveira, a brasiliense Carla Cinthia da Silva, a capixaba Janine Sangard de Monet, a goiana Monique Vivacqua Demanechni, a paraibana Marilene de Melo, a pernambucana Ana Carolina Portela, a piauiense Ângela Pena Vilar Mourão e a paulista Etany Betel Sales da Silva.